# Takie vysokie gory
Takie vysokie gory (Такие высокие горы) è un film del 1974 diretto da Julija Ippolitovna Solnceva.

## Trama
L'eroe del film, l'insegnante del villaggio Ivan Nikolaevič Stepanov, vede il compito principale dell'educatore nell'insegnare ai bambini a essere felici.